# خوزه ربوئلتاس
خوزه رِوُئِـلتاس (اسپانیایی: José Revueltas‎؛ ‏ ۲۰ نوامبر ۱۹۱۴ – ۱۴ آوریل ۱۹۷۶) فیلم‌نامه‌نویس، نمایشنامه‌نویس و نویسنده اهل مکزیک بود.
از فیلم‌هایی که وی در آن‌ها نقش داشته‌است، می‌توان به سه همسر بی‌نقص اشاره نمود.